# Raiffeisenbank am Rothsee
Die Raiffeisenbank am Rothsee eG war eine eingetragene Genossenschaftsbank in Bayern. Ihr Geschäftsgebiet lag in der Mitte des Landkreises Roth. Der juristische Sitz befand sich in Allersberg, der Verwaltungssitz in Hilpoltstein.
Die Bank gehörte dem Bundesverband der Deutschen Volksbanken und Raiffeisenbanken, dem Genossenschaftsverband Bayern e.V. sowie der Sicherungseinrichtung des Bundesverbandes der Deutschen Volksbanken und Raiffeisenbanken zur Einlagensicherung der Kundeneinlagen an.

## Geschichte
Am 28. Oktober 1911 fand die Gründung des Spar- und Darlehenskassenvereins Hilpoltstein statt. Im Laufe der Jahre kamen mehrere Genossenschaften hinzu. Im Jahre 2008 fand die Fusion mit der Raiffeisenbank Allersberg eG statt. Im Juni 2018 wurde die Fusion mit der Raiffeisenbank Berching-Freystadt-Mühlhausen zur Raiffeisenbank Meine Bank eG rückwirkend zum 1. Januar 2018 beschlossen. 

## Geschäftsstellen
Die Raiffeisenbank am Rothsee eG hatte 4 Geschäftsstellen. Dies waren die beiden Betreuungs- und Beratungszentren Hilpoltstein und Allersberg sowie die Geschäftsstellen Heideck und Meckenhausen. 